# Garajul Ciclop din București
Garajul Ciclop din București este un monument istoric aflat pe teritoriul municipiului București.

## Galerie

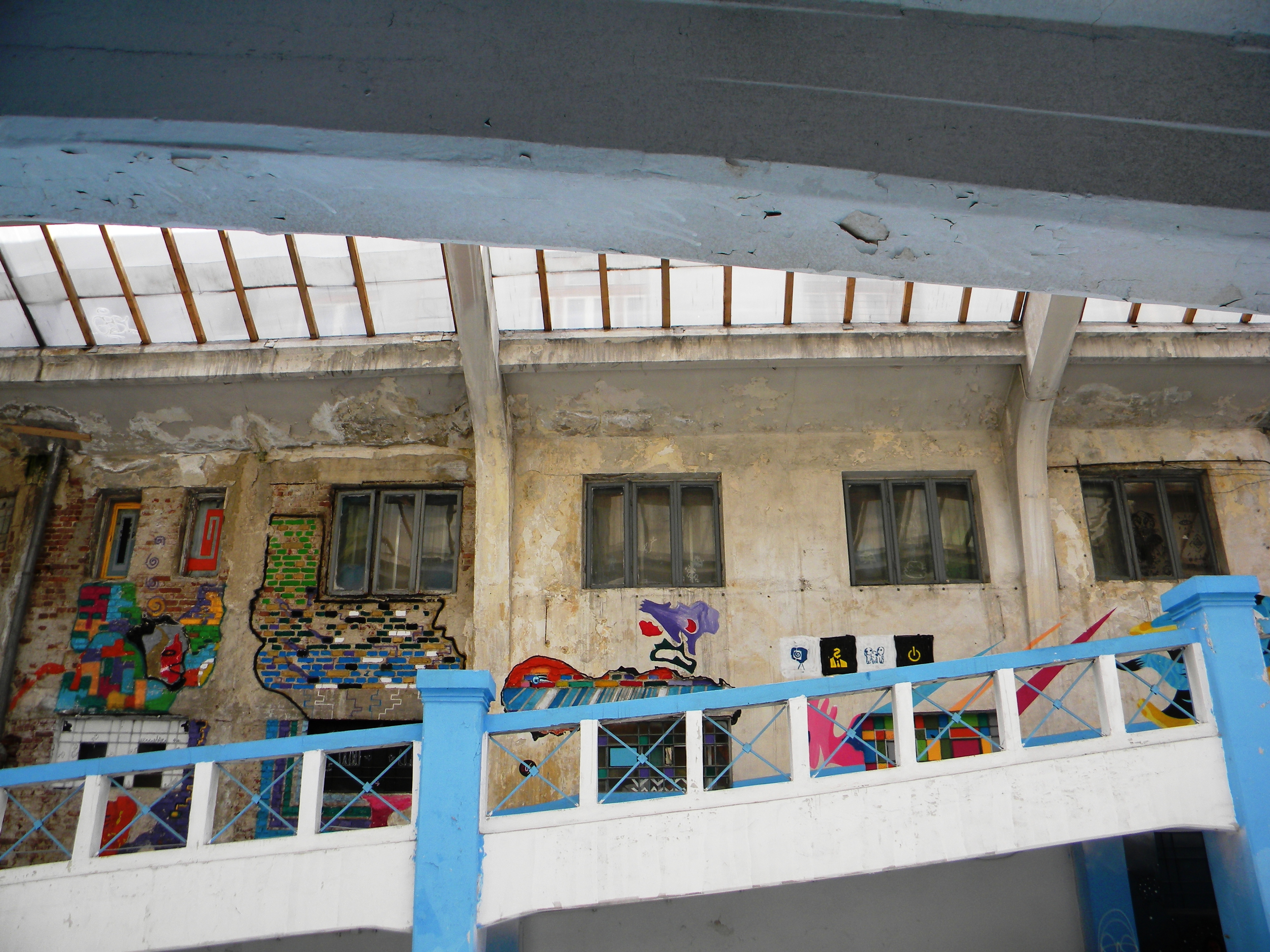
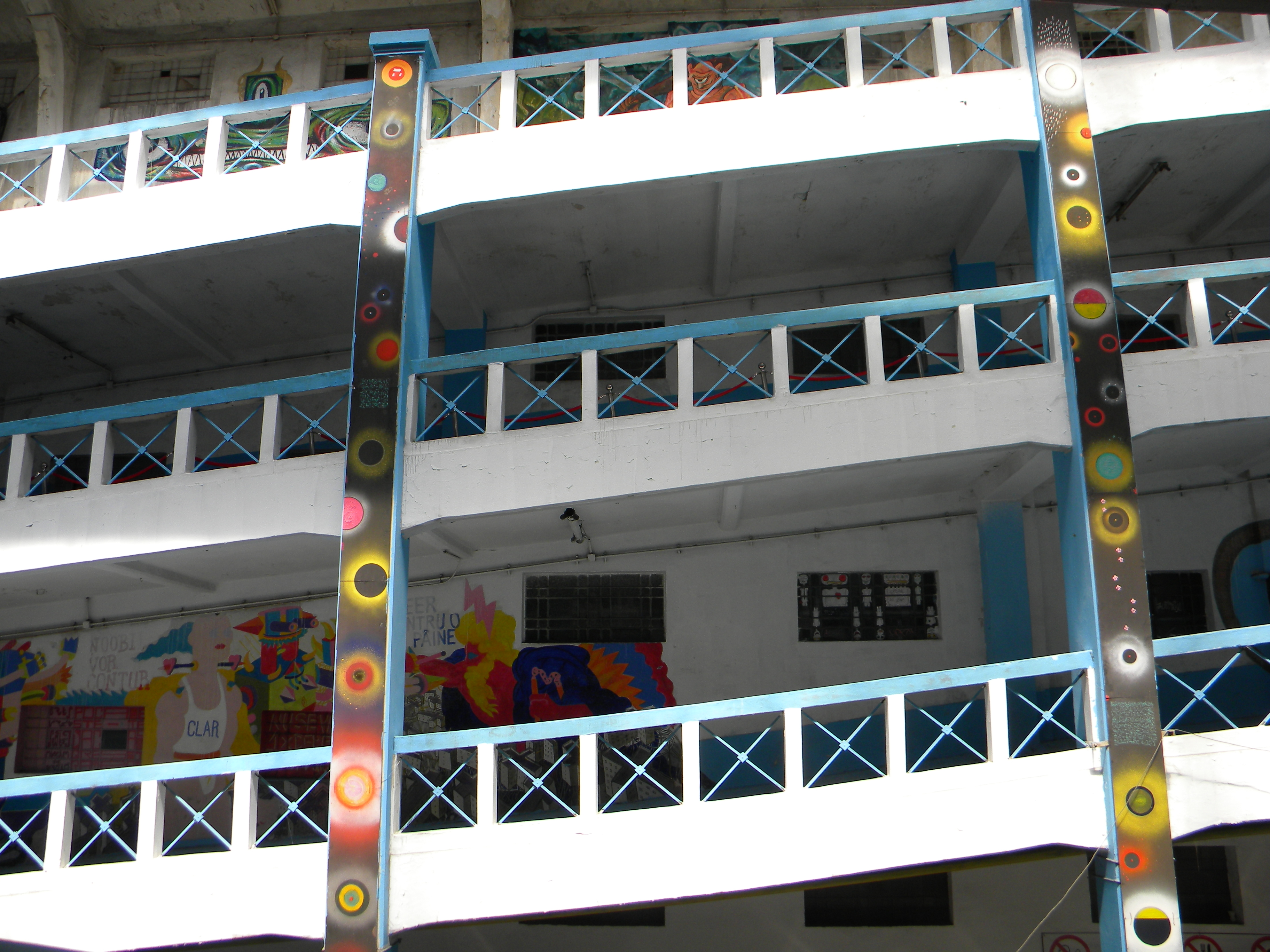